# Vincent Macaigne
Vincent Macaigne (Paris, 19 de outubro de 1978) é um cineasta e ator francês.